# Awn Al-Khasawneh
Awn Shawkat Al-Khasawneh (àrab: عون شوكت رشيد الخصاونة, ʿAwn Xawkat Raxīd al-Ḫaṣāwna) (Amman, 22 de febrer de 1950) és un jutge i polític jordà. Fou primer ministre de Jordània des de 2011 fins a la seva dimissió en 2012, durant la primavera àrab, i des de 2000 és jutge de la Cort Internacional de Justícia, essent reelegit per servir durant un altre període de nou anys el 6 de novembre de 2008.